# Столбово (Алтайский край)
Столбово — село в Каменском районе Алтайского края России. Административный центр Столбовского сельсовета.

## История
Основано в 1700 году. В 1928 году состояло из 499 хозяйств. Центр Столбовского сельсовета Каменского района Каменского округа Сибирского края.

## Население
| 1926  | 1997  | 1998  | 1999  | 2000  | 2001  | 2002  | 2003  | 2004  | 2005  | 2006  |
| ----- | ----- | ----- | ----- | ----- | ----- | ----- | ----- | ----- | ----- | ----- |
| 2279  | ↘1345 | ↘1343 | ↘1317 | ↗1328 | ↘1266 | ↘1222 | ↗1239 | ↘1195 | ↘1152 | ↘1134 |
| 2007  | 2008  | 2009  | 2010  | 2011  | 2012  | 2013  |       |       |       |       |
| ↗1145 | ↗1154 | ↘975  | ↘925  | ↘920  | ↘893  | ↘841  |       |       |       |       |

Национальный состав
В 1928 году основное население — русские.

## Известные жители
В селе родилась и провела детские годы Прасковья Александровна Замерец (род. 1936) — советский передовик производства в пищевой промышленности, Герой Социалистического Труда (1977).